# Sveta Trojica v Slovenskih goricah község
Sveta Trojica v Slovenskih goricah község (szlovén nyelven Občina Sveta Trojica v Slovenskih goricah) Szlovénia 212 alapfokú közigazgatási egységének, azaz községének egyike a Podravska statisztikai régióban, a Slovenske gorice hegységben. Adminisztratív központja Sveta Trojica v Slovenskih goricah város. A községet 2006-ban hozták létre, a történelmi szlovén Stájerország (Štajersko) régió része.

## A községhez tartozó települések
A községhez Sveta Trojica v Slovenskih goricah székhelyen kívül a következő települések tartoznak:
- Gočova
- Osek
- Spodnja Senarska
- Spodnje Verjane
- Zgornja Senarska
- Zgornje Verjane
- Zgornji Porčič

## Népesség
| Lakosok száma | 2215 | 2225 | 2102 | 2111 | 2080 | 2066 | 2058 | 2061 | 2083 | 2161 |
|               | 2008 | 2009 | 2011 | 2012 | 2013 | 2015 | 2016 | 2017 | 2019 | 2020 |